# چلک (ازبکستان)
چلک (به ازبکی: Chelak) یک منطقهٔ مسکونی در ازبکستان است که در شهرستان پای‌آریق واقع شده‌است. چلک ۱۶٬۷۰۰ نفر جمعیت دارد.